# Dyskografia Kings of Leon
Dyskografia Kings of Leon – amerykańskiego zespołu rockowego składa się z sześciu albumów studyjnych, jednej kompilacji, trzech minialbumów oraz dwudziestu dwóch singli.
Zespół założyli w 1999 roku dwóch bracia Caleb Followill (śpiew, gitara rytmiczna) i Nathan Followill (perkusja, wokal wspierający). Pozostałymi członkami są młodszy brat Jared Followill (gitara basowa, wokal wspierający) oraz ich kuzyn Matthew Followill (gitara, wokal wspierający). W 2003 grupa zadebiutowała dwoma EPkami Holy Roller Novocaine i What I Saw. 7 lipca tego samego roku został wydany ich pierwszy studyjny album, zatytułowany Youth and Young Manhood, który zajął 3. miejsce na liście UK Albums Chart, a także uzyskał status potrójnej platynowej płyty w Australii oraz złotej płyty w Wielkiej Brytanii.

## Albumy studyjne
| 2003                                                    | Youth and Young Manhood - Wydany: 7 lipca 2003 - Wytwórnia: RCA Records - Format: CD, LP                       | 113 | 46 | –  | –  | – | 97 | 52 | 18 | –  | 43 | – | –  | 3 | - AUS: 3× platynowa płyta - UK: 2× platynowa płyta |
| 2004                                                    | Aha Shake Heartbreak - Wydany: 1 listopada 2004 - Wytwórnia: RCA Records - Format: CD, LP                      | 55  | 25 | –  | 87 | – | 95 | 39 | 3  | 79 | 29 | – | –  | 3 | - AUS: 3× platynowa płyta - IRL: 2× platynowa płyta - UK: 2× platynowa płyta |
| 2007                                                    | Because of the Times - Wydany: 30 marca 2007 - Wytwórnia: RCA Records - Format: CD, CD/DVD, LP                 | 25  | 4  | 35 | 20 | – | 88 | 32 | 1  | 62 | 1  | – | 86 | 1 | - AUS: 2× platynowa płyta - IRL: 3× platynowa płyta - NZ: platynowa płyta - UK: 2× platynowa płyta |
| 2008                                                    | Only by the Night - Wydany: 19 września 2008 - Wytwórnia: RCA Records - Format: CD, LP, digital download       | 4   | 1  | 6  | 1  | 2 | 38 | 16 | 1  | 3  | 1  | 3 | 10 | 1 | - AUS: 9× platynowa płyta - AUT: platynowa płyta - BEL: 2× platynowa płyta - CAN: 4× platynowa płyta - GER: 2× platynowa płyta - IRL: 5× platynowa płyta - NZ: 5× platynowa płyta - POL: platynowa płyta - SWI: złota płyta - UK: 9× platynowa płyta - USA: 2× platynowa płyta - IFPI: 3× platynowa płyta |
| 2010                                                    | Come Around Sundown - Wydany: 18 października 2010 - Wytwórnia: RCA Records - Format: CD, LP, digital download | 2   | 1  | 1  | 1  | 1 | 27 | 1  | 1  | 2  | 1  | 1 | 1  | 1 | - AUS: 2× platynowa płyta - CAN: platynowa płyta - GER: platynowa płyta - IRL: 3× platynowa płyta - NZ: platynowa płyta - POL: platynowa płyta - UK: 2× platynowa płyta - USA: złota płyta - IFPI: platynowa płyta                                                                                        |
| 2013                                                    | Mechanical Bull - Wydany: 24 września 2013 - Wytwórnia: RCA Records - Format: CD, LP, digital download         | 2   | 1  | 2  | 4  | 2 | 37 | 2  | 1  | 2  | 1  | 2 | 2  | 1 | - AUS: złota płyta - CAN: złota płyta - IRL: złota płyta - POL: złota płyta - UK: złota płyta |
| 2016                                                    | Walls - Wydany: 14 października 2016 - Wytwórnia: RCA Records - Format: CD, LP, digital download               |     |    |    |    |   |    |    |    |    |    |   |    |   | - POL: platynowa płyta |
| „–” oznacza, że album nie był notowany na danej liście. | |     |    |    |    |   |    |    |    |    |    |   |    |   | |

## Kompilacje
| Rok  | Dane dot. albumu                                                                                               | Pozycje na listach przebojów | Pozycje na listach przebojów | Certyfikat         |
| Rok  | Dane dot. albumu                                                                                               | IRL                          | UK                           | Certyfikat         |
| ---- | --- | ---------------------------- | ---------------------------- | ------------------ |
| 2006 | Youth & Young Manhood/Aha Shake Heartbreak - Wydany: 2 października 2006 - Wytwórnia: RCA Records - Format: CD | 38                           | 67                           | - AUS: złota płyta |

## Box sety
| Rok  | Dane dot. albumu                                                   | Pozycje na listach przebojów | Pozycje na listach przebojów |
| Rok  | Dane dot. albumu                                                   | IRL                          | UK                           |
| ---- | ------------------------------------------------------------------ | ---------------------------- | ---------------------------- |
| 2009 | Boxed - Wydany: 6 lipca 2009 - Wytwórnia: RCA Records - Format: CD | 30                           | 20                           |

## Single
| Rok                                                      | Singel               | Pozycje na listach przebojów | Pozycje na listach przebojów | Pozycje na listach przebojów | Pozycje na listach przebojów | Pozycje na listach przebojów | Pozycje na listach przebojów | Pozycje na listach przebojów | Pozycje na listach przebojów | Pozycje na listach przebojów | Pozycje na listach przebojów | Pozycje na listach przebojów | Certyfikat | Album                   |
| Rok                                                      | Singel               | USA                          | USA Alt.                     | AUS                          | BEL (FL)                     | CAN                          | GER                          | IRL                          | NLD                          | NZ                           | SWI                          | UK                           | Certyfikat | Album                   |
| -------------------------------------------------------- | -------------------- | ---------------------------- | ---------------------------- | ---------------------------- | ---------------------------- | ---------------------------- | ---------------------------- | ---------------------------- | ---------------------------- | ---------------------------- | ---------------------------- | ---------------------------- | --- | ----------------------- |
| 2003                                                     | „Molly’s Chambers”   | –                            | –                            | –                            | –                            | –                            | –                            | –                            | –                            | –                            | –                            | 23                           | | Youth and Young Manhood |
| 2003                                                     | „Wasted Time”        | –                            | –                            | –                            | –                            | –                            | –                            | –                            | –                            | –                            | –                            | 51                           | | Youth and Young Manhood |
| 2004                                                     | „California Waiting” | –                            | –                            | –                            | –                            | –                            | –                            | –                            | –                            | –                            | –                            | 61                           | | Youth and Young Manhood |
| 2004                                                     | „The Bucket”         | –                            | 23                           | –                            | –                            | –                            | –                            | 28                           | –                            | –                            | –                            | 16                           | | Aha Shake Heartbreak    |
| 2005                                                     | „Four Kicks”         | –                            | –                            | –                            | –                            | –                            | –                            | 32                           | –                            | –                            | –                            | 24                           | | Aha Shake Heartbreak    |
| 2005                                                     | „King of the Rodeo”  | –                            | –                            | –                            | –                            | –                            | –                            | –                            | –                            | –                            | –                            | 41                           | | Aha Shake Heartbreak    |
| 2007                                                     | „On Call”            | –                            | –                            | –                            | 54                           | –                            | –                            | 28                           | –                            | 26                           | –                            | 18                           | | Because of the Times    |
| 2007                                                     | „Fans”               | –                            | –                            | –                            | 63                           | –                            | –                            | 13                           | –                            | 23                           | –                            | 13                           | | Because of the Times    |
| 2007                                                     | „Charmer”            | –                            | –                            | –                            | –                            | –                            | –                            | –                            | –                            | –                            | –                            | 85                           | | Because of the Times    |
| 2008                                                     | „Sex on Fire”        | 56                           | 1                            | 1                            | 9                            | 22                           | 33                           | 1                            | 16                           | 2                            | 35                           | 1                            | - AUS: 4× platynowa płyta - AUT: złota płyta - BEL: platynowa płyta - GER: złota płyta - UK: 2× platynowa płyta - USA: platynowa płyta                 | Only by the Night       |
| 2008                                                     | „Use Somebody”       | 4                            | 1                            | 2                            | 1                            | 8                            | 9                            | 6                            | 11                           | 5                            | 9                            | 2                            | - AUS: 2× platynowa płyta - AUT: złota płyta - BEL: platynowa płyta - GER: złota płyta - SWI: złota płyta - UK: platynowa płyta - USA: platynowa płyta | Only by the Night       |
| 2008                                                     | „Manhattan”          | –                            | –                            | 38                           | –                            | –                            | –                            | –                            | –                            | –                            | –                            | –                            | | Only by the Night       |
| 2009                                                     | „Revelry”            | –                            | –                            | 21                           | 19                           | –                            | –                            | –                            | –                            | 19                           | –                            | 29                           | - AUS: złota płyta | Only by the Night       |
| 2009                                                     | „Notion”             | 99                           | 1                            | 46                           | 24                           | 41                           | 69                           | 50                           | 92                           | 25                           | –                            | –                            | | Only by the Night       |
| 2009                                                     | „Crawl”              | –                            | 40                           | –                            | 73                           | –                            | –                            | –                            | –                            | –                            | –                            | –                            | | Only by the Night       |
| 2010                                                     | „Radioactive”        | 37                           | 1                            | 19                           | 16                           | 19                           | 41                           | 5                            | 36                           | 10                           | 69                           | 7                            | - AUS: złota płyta | Come Around Sundown     |
| 2010                                                     | „Pyro”               | –                            | 16                           | –                            | 42                           | –                            | 48                           | 43                           | 58                           | –                            | 74                           | 69                           | | Come Around Sundown     |
| 2011                                                     | „The Immortals”      | –                            | –                            | –                            | 72                           | –                            | –                            | –                            | –                            | –                            | –                            | –                            | | Come Around Sundown     |
| 2011                                                     | „Back Down South”    | –                            | –                            | –                            | 59                           | –                            | –                            | –                            | 77                           | –                            | –                            | 182                          | | Come Around Sundown     |
| 2013                                                     | „Supersoaker”        | –                            | 9                            | 43                           | 54                           | 61                           | 76                           | 19                           | 70                           | –                            | –                            | 32                           | | Mechanical Bull         |
| 2013                                                     | „Wait for Me”        | –                            | 11                           | –                            | 55                           | 71                           | 34                           | 18                           | 47                           | –                            | 39                           | 31                           | | Mechanical Bull         |
| 2013                                                     | „Temple”             | –                            | 20                           | –                            | 98                           | 86                           | –                            | –                            | –                            | –                            | –                            | 153                          | | Mechanical Bull         |
| „–” oznacza, że singel nie był notowany na danej liście. |                      |                              |                              |                              |                              |                              |                              |                              |                              |                              |                              |                              | |                         |

### Inne notowane utwory
| Rok                                                     | Utwór           | Pozycje na listach przebojów | Pozycje na listach przebojów | Pozycje na listach przebojów | Album               |
| Rok                                                     | Utwór           | USA                          | CAN                          | IRL                          | Album               |
| ------------------------------------------------------- | --------------- | ---------------------------- | ---------------------------- | ---------------------------- | ------------------- |
| 2010                                                    | „The End”       | 82                           | 73                           | –                            | Come Around Sundown |
| 2013                                                    | „Beautiful War” | –                            | –                            | 87                           | Mechanical Bull     |
| „–” oznacza, że utwór nie był notowany na danej liście. |                 |                              |                              |                              |                     |

## DVD
| Rok  | Dane dot. wydawnictwa                                                                                       | Certyfikat                                                      |
| ---- | --- | --------------------------------------------------------------- |
| 2009 | Live at the O2 London, England - Wydany: 10 listopada 2009 - Wytwórnia: Sony Music - Format: DVD, Blu-ray   | - AUS: 6× platynowa płyta - IRL: złota płyta - USA: złota płyta |
| 2011 | Talihina Sky: The Story of Kings of Leon - Wydany: 1 listopada 2011 - Wytwórnia: RCA - Format: DVD, Blu-ray | - AUS: złota płyta                                              |